# Los Reyes Magos
Los Reyes Magos es una película animada española de 2003, dirigida por Antonio Navarro.

## Argumento
En Estados Unidos, durante el atardecer de un 5 de enero, un niño llamado Jimmy decide robar una estrella de Navidad que estaban retirando de un parque tras haberse desilusionado por no haber recibido ningún regalo de parte de Santa Claus. Tras lograr esquivar a un trabajador por un callejón, este llega al bar de Alfredo, quien estaba cerrando su bar más temprano que de costumbre para celebrar la noche de reyes. Confundido por creer que la Navidad ya había terminado, Jimmy le pregunta quienes son los reyes magos y el tabernero accede a narrarle la historia de los orígenes de los Reyes Magos.
Judea, días antes del nacimiento del Mesías, estaba bajo la dominación del Águila Imperial Romana. Herodes, ayudado por Belial, su fiel consejero y brujo, ejerce el poder de forma tiránica con la obsesión de demostrar su realeza ordenando construir enormes monumentos a su semejanza para disgusto de los pueblerinos, especialmente de Sara, y mandando a sus hombres a buscar los tesoros reales. Pero algo está a punto de ocurrir... Melchor, Gaspar y Baltasar, tres hombres con poderes en las artes de la magia, han estado buscando durante años una señal que les indique cuando y donde va a cambiar el curso de la historia y tras descubrir una nueva estrella en el firmamento, los tres magos deciden seguirla despidiéndose de sus hogares. 
En un pueblo cercano, los tres magos se cruzan su camino y deciden unir sus fuerzas para llegar a su mismo destino, cuando su conversación es interrumpida por el ataque de un grupo de bandidos que tienen secuestrado a Sara luego de que esta hubiera confundido a los criminales por revolucionarios en contra de rey tirano, y los magos logran derrotarlos. Agradecida, Sara decide acompañarlos como guía. Uno de los soldados de Herodes se entera de esto y tras informarle, Belial le aconseja intentar conseguir la amistad de los magos.
En Judea, los Magos visitan a Herodes, y el rey les ordena que regresen cuando encuentren al niño, con la intención de eliminarlo y obtener los tesoros reales para dominar el mundo. Tras marcharse disgustados por el comportamiento del rey, un niño le roba el bastón a Gaspar con la intención de llevarlos hasta Baruc, quien les revela su destino: deben encontrar los tesoros reales que consisten en Oro, Incienso y Mirra, y llevárselos al recién nacido, advirtiéndoles del plan de Herodes y Belial, quien los estaba espiando transformado en mosca. Tras ser descubierto por segunda vez, Belial y Herodes organizan a Tobias, hijo del difunto general Jasón, para que actúe como espía, otorgándole un collar con uno de los ojos de Belial.
Los reyes son perseguidos por la guardia del palacio. Tobias los ayuda a escapar y resulta herido. Los reyes se ven obligados a aceptarlo como un acompañante más mientras se dirigen a la Ciudad de la Sal en el Mar Muerto. Belial hace que Tobias los atraiga a un espejismo y casi logra acabar con ellos, pero el grupo logra escapar de sus hechizos después de que Herodes se revelara ante ellos. 
El grupo logra llevarse bien durante el transcurso del viaje, poco a poco conociéndose mejor entre ellos y aprendiendo entre ellos. Antes de llegar al templo, se topan con una mina de esclavitud en donde Sara revela a Tobias que cuando era niña, Herodes ordenó ejecutar a todos los aldeanos y a uno de sus generales porque decidió rebelarse contra el rey. Antes de que pudiera revelar el nombre del general, un escorpión la muerde y cae enferma. Los magos encuentran la ciudad y descubren el Templo de Ashta el Templo de las Estrellas. Tobías le da la espalda a Herodes cuando se revela que el general es su padre y destruye el colgante de Belial, destruyendo su ojo permanentemente pero revelando su ubicación a Belial y Herodes. Con este conocimiento, Herodes y Belial se disponen a marchar hacia el templo para derrotar a los magos con el apoyo de todo el ejército romano y llevando a Baruc como rehén, no sin antes el brujo crea una luna oscura para cubrir el cielo e incrementar su poder.
Dentro del templo, a cada mago se le asigna una prueba; Melchor prueba su Valentía al salvar a sus amigos de unos lobos, Gaspar prueba su Humildad al decidir creer en la teoría de Melchor sobre la suya resolviendo un acertijo impuesto de un Ángel de Fuego, y Baltasar prueba su Compasión cuando llora por primera vez al observar a sus amigos siendo transformados en piedra por preocupación. Tras superar las pruebas, se les entrega a los magos los tesoros reales. 
Justo al salir del templo, las fuerzas de Herodes llegan cuando la luna tapa al sol pero la Estrella de Belén sigue brillando mostrando su fuerza ante el mal; sin embargo, los secuaces se desintegran cuando trataban de traspasar y el templo se oculta una vez que los magos salen mientras los soldados supervivientes huyen. Belial al ver que los Magos eran amenaza seria, se transforma en un monstruo gigante usando toda su magia. Mientras los Magos se enfrentan a Belial, Tobias y una recuperada Sara se enfrentan a los últimos secuaces que quedaron, Beial es invencible incluso cuando los Magos luchan como equipo Eventualmente recordando a la Estrella, pueden derrotarlo de la misma manera que el rey David derrotó a Goliat, destruyendo la luna encantada y cegando a Belial mientras cae y muere. Mientras Tobias y Sara acaban con los secuaces malignos enamorándose en el proceso, Herodes les da un ultimátum: los tesoros o la vida de Baruc. Herodes pronto es derrotado, Melchor castiga a Herodes con carbón huyendo dejando de ser rey y liberan a Baruc. Al final, los 3 Reyes Magos llegan a Belén y ofrecen los tesoros al niño Jesús recién nacido, recibiendo como regalo la habilidad de conceder los deseos de todos los niños del mundo para siempre.
La película acaba con Alfredo terminando de narrar la historia y con los Reyes magos visitando la casa de Jimmy, regalándole a este a Aristóbulo, (un ratón de Sara que está en toda la peli) como mascota, devolviéndole la ilusión al niño por la Navidad.

## Personajes
- Melchor: Alocado, inquieto, disparatado. Aparece retratado como un anciano entrañable y rechoncho al que se le olvidan las cosas que se dispone a hacer y cuyo despiste le hace cambiar el orden de las palabras cuando habla mostrando bondad con importancia a los demás.

- Gaspar: Es un personaje sobrio y comedido, de exquisitas formas e impecables modales. Algo así como un profesor severo y serio, equilibrado, que nunca se permite deslices.

- Baltasar: Es un guerrero mítico, valiente, poderoso, soberbio, casi tribal, un luchador invencible capaz de ver el corazón de las personas .

Recurrentes
- Jimmy: Un niño curioso y desilusionado que al no recibir un regalo de Navidad, decide robar una estrella de Navidad, topándose con Alfredo y al que le cuentan la historia sobre los Reyes Magos.

- Alfredo: Dueño de un bar que le cuenta a Jimmy la historia sobre los Reyes Magos

- Tobías: Hijo de un General que servía a Herodes, y se une a los Magos en su viaje.

- Sara: Una mujer que, al intentar rebelarse a Herodes, se une a los Magos en su viaje.

- Baruc: Hombre sabio y pacífico que le da a los Magos su misión.

- Ángel de Fuego: Guardián del templo de las estrellas. Es inteligente y carismático, que le da la segunda prueba a los Reyes Magos.

- Estrella de David: Una entidad poderosa que ayuda a los magos en su travesía.

- Aristóbulo: Una pequeña ardilla juguetona quien es la mascota de Sara.

- Midas: Aprendiz de Melchor, quien está más interesado en comer que en el oro. Cuando Melchor se va, este accidentalmente bebe una bebida que hace que transforme todo en oro.

Villanos
- Belial: Un demonio del Infierno que se volvió brujo para aconsejar a Herodes y que tiene como objetivo obtener los tesoros reales para así dominar el mundo.

- Herodes: Rey de Judea que, al tener un comportamiento infantil, impaciente y que se cree superior a los demás, es como un secuaz de Belial.

- Ayudantes de Belial: Son personas capaces de usar magia maligna para transformarse en lobos.

- Esclavistas: Un pequeño grupo de hombres que quieren esclavizar a los niños de una aldea y que son derrotados fácilmente por Baltasar en su escena introductoria.

- Bandidos: Un grupo de saqueadores de escasa inteligencia que se dedican a saquear pueblos y quienes secuestran a Sara temporalmente antes de que fuera liberada por los reyes magos.

## Recepción
La película fue vista por más de 500.000 espectadores siendo la séptima más vista de la Navidad de 2003-04.
En 2004 fue nominada a los Premios Goya como Mejor Película de Animación.
Al año siguiente empezó su distribución en 49 países.
en 2006 fue estrenada en los Estados Unidos distribuida por Walt Disney Company.

## Versión Americana
La versión comercializada para el continente americano, contó con un doblaje bilingüe en inglés y español en la contaba con Martin Sheen en la voz de Rey Gaspar.
Además se añadieron nuevos diálogos que no existían en el idioma original y una canción interpretada por El Puma.

## Edición casera y Emisión TV
Los Reyes Magos fue editada en VHS y DVD en marzo de 2004 a unos 3 meses después de su exhibición en cines.
en otros países el DVD fue publicado un año después de su estreno.
la primera emisión en TV fue el 31 de diciembre por Canal + y en Abierto en la Navidad de 2006-2007.
- Datos: Q5665891